# Proscopia
Proscopia is een geslacht van rechtvleugeligen uit de familie Proscopiidae. De wetenschappelijke naam van dit geslacht is voor het eerst geldig gepubliceerd in 1820 door Klug.

## Soorten
Het geslacht Proscopia omvat de volgende soorten:
- Proscopia attenuata Walker, 1870
- Proscopia bivittata Piza, 1946
- Proscopia brevicornis Klug, 1820
- Proscopia geniculata Mello-Leitão, 1939
- Proscopia gigantea Klug, 1820
- Proscopia granosa Walker, 1870
- Proscopia granulata Klug, 1820
- Proscopia heteropoda Stoll, 1813
- Proscopia luizdequeirozi Piza, 1976
- Proscopia monnei Bentos-Pereira, 2006
- Proscopia nigra Bentos-Pereira, 2006
- Proscopia paraensis Rehn, 1906
- Proscopia rileyi Mello-Leitão, 1939
- Proscopia rondoni Mello-Leitão, 1939
- Proscopia sajax Scudder, 1869
- Proscopia soror Brunner von Wattenwyl, 1890
- Proscopia subgranulata Walker, 1870
- Proscopia sublaevis Walker, 1870
- Proscopia superbus Brunner von Wattenwyl, 1890
- Proscopia zamithi Piza, 1946